# ジャック・ルージョー
ジャック・ルージョー（Jacques Rougeau, Jr.、1960年6月13日 - ）は、フランス系カナダ人の元プロレスラー。ケベック州サン＝シュルピス出身。WWFではザ・マウンティー（The Mountie）のリングネームで活躍した。
実兄レイモンド・ルージョーとのファビュラス・ルージョー・ブラザーズや、ピエール・カール・ウエレとのザ・ケベッカーズなど、タッグ・プレイヤーとしての活躍も知られる。
父親のジャック・ルージョー・シニアは元NWF世界ヘビー級王者であり、モントリオール地区のプロモーターでもあった。息子のジャン＝ジャック・ルージョーとセドリック・ルージョーもプロレスラーである。

## 来歴
1977年のデビュー当初はジミー・ルージョー（Jimmy Rougeau）と名乗り、スチュ・ハートが主宰していたカルガリーのスタンピード・レスリングにて活動。ベビーフェイスのグリーンボーイとして、ネイル・グアイ、ミスター・ヒト、ミシェル・マーテル、J・J・ディロンらと対戦してキャリアを積んだ。
1970年代末からは、ジェリー・ロバーツ（Jerry Roberts）のリングネームでアメリカのNWA圏にも進出。ジム・バーネット主宰のジョージア・チャンピオンシップ・レスリングでは、1979年3月10日のTVテーピングにてリック・フレアーのジョバーを務めた。同地区では海外再修行時代の天龍源一郎ともタッグを組み、ブラックジャック・ランザ&マスクド・スーパースター、オレイ・アンダーソン&イワン・コロフなどのチームと対戦している。1980年には中西部のセントラル・ステーツ・レスリングにおいて、ブルース・リードと組んでマイク・ジョージ&ボブ・スウィータンを破り、NWAセントラル・ステーツ・タッグ王座を獲得した。
その後はリングネームを本名に戻し、ジノ・ブリットやディノ・ブラボーが運営していた地元モントリオールのインターナショナル・レスリング（Lutte Internationale）を主戦場に、1982年から1985年にかけて兄レイモンド・ルージョーとのコンビで活躍。パット・パターソン、ビル・ロビンソン、フレンチ・マーチン、セーラー・ホワイト、キング・トンガらのチームとカナディアン・インターナショナル・タッグ王座を争った。
並行してアラバマのサウスイースタン・チャンピオンシップ・レスリングやテネシーのコンチネンタル・レスリング・アソシエーションなどアメリカ南部のテリトリーにも参戦。アラバマでは1981年にNWAサウスイースタン・ヘビー級王座をジョー・ルダックから、同年11月にNWAアラバマ・ヘビー級王座をデニス・コンドリーからそれぞれ奪取。テネシーではボビー・イートンらとミッドアメリカ・ヘビー級王座を争い、1983年1月30日にはテリー・テイラーを下してAWA南部ヘビー級王座を獲得した。
1986年、兄レイモンドと共にWWF入り。当初は従前と同様ベビーフェイスのポジションだったが、1988年からジミー・ハートをマネージャーに迎え、ファビュラス・ルージョー・ブラザーズ（The Fabulous Rougeau Brothers）として嫌味なフレンチ・カナディアンのヒールに転向。ブリティッシュ・ブルドッグスのダイナマイト・キッドとはリング内外で抗争を展開した。1990年12月にはSWSに初来日している。同年にルージョー・ブラザーズを解散し、一時WWFを離脱（レイモンドは引退してWWFのフランス語実況のカラー・コメンテーターを担当）。
1991年、カナダの王立騎馬警察をギミックとした新キャラクター、ザ・マウンティー（The Mountie）に変身してWWFに再登場。"Canadian Law & Order" を自称し、刑務官ギミックのビッグ・ボスマンと抗争を繰り広げた。1992年1月17日にはブレット・ハートからWWFインターコンチネンタル・ヘビー級王座を奪取するが、1月19日のロイヤルランブルでロディ・パイパーに敗れて陥落。文字通りの三日天下に終わった。
1993年、ピエールことカール・ウエレとのタッグチーム、ザ・ケベッカーズ（The Quebecers）を結成。ジョニー・ポロをマネージャーに、9月13日にリック&スコットのスタイナー・ブラザーズからWWF世界タッグ王座を奪取する。その後も1994年1月17日にマーティ・ジャネッティ&1-2-3キッド、同年3月31日にモー&メイブルのメン・オン・ナ・ミッションを破り、通算3回に渡って戴冠した。
1994年に一時引退するが、1996年にピエールとのコンビを再結成し、アメイジング・フレンチ・カナディアンズ（The Amazing French Canadians）のチーム名でWCWに登場。ナスティ・ボーイズやハーレム・ヒートと対戦した。1997年4月11日に行われた地元モントリオールのハウス・ショーでのメインイベントでは、ハルク・ホーガンとのシングルマッチでフォール勝ちを収めている。ホーガンはモントリオールのプロレスファンの英雄的存在であるルージョー・ファミリーに敬意を表し、自分が負けるブックを自ら提案したという。
その後、1998年のWWF、2000年のWCW再登場を経て引退。引退後はモントリオールで自身の団体 "Lutte Familiale" を主宰しつつ、レスリング・スクールを運営して若手選手の指導・育成に携わっている。2011年12月27日のルパンティニーにおけるイベントでは、息子のジャン＝ジャック・ルージョー（JJ・ルージョー）との親子タッグでクルガン&フランク・ザ・マシーンから勝利を収めた。

## 得意技
- ケベック・クラブ（ボストンクラブ）
- ミサイル・ドロップキック
- ダイビング・クロス・ボディ

## 獲得タイトル
インターナショナル・レスリング
- カナディアン・インターナショナル・タッグ王座：4回（w / レイモンド・ルージョー）[8]

セントラル・ステーツ・レスリング
- NWAセントラル・ステーツ・タッグ王座：1回（w / ブルース・リード）[7]

サウスイースタン・チャンピオンシップ・レスリング
- NWAサウスイースタン・ヘビー級王座：1回[9]
- NWAアラバマ・ヘビー級王座：1回[10]

コンチネンタル・レスリング・アソシエーション
- ミッドアメリカ・ヘビー級王座：2回[11]
- AWA南部ヘビー級王座：1回[12]

ワールド・レスリング・フェデレーション
- WWFインターコンチネンタル・ヘビー級王座：1回[17][25]
- WWF世界タッグ王座：3回（w / ケベッカー・ピエール）[19][26]